# 国生岩右衛門
国生 岩右衛門（こくしょう いわえもん、1868年（明治元年）- 1920年（大正9年）3月24日）は、日本の教育家、殖産家である。

## 経歴・人物
薩摩の生まれ。1914年（大正3年）に桜島が噴火した事により、谷山村平川（現在の鹿児島市平川町）の住民は家庭の貧困に陥った。1916年（大正5年）に平川小学校（現在の鹿児島市立平川小学校）の校長に就任した際には、同学校に長期欠席する児童が多い原因として家庭の貧困であると指摘した。この解消のために同年、噴火のあった桜島と同じような気候であった事からビワを植える事を同地の烏帽子嶽神社の宮司だった鶴田明徳と共に提案する。
その後は自費で長崎県から優良苗木だった茂木ビワの接穂3本を持ち帰って、小学校内に植えたビワに接木をした。その後は青年団の協力もあって1919年（大正8年）には約6000本の木が植えられ栽培される。翌1920年（大正9年）に病に倒れ死去したが死後「平川ビワ」として特産品となり、校長を務めた平川小学校にてビワの豊作と校区の発展の祈願により同学校内にて岩右衛門の銅像や記念碑が建てられた。